# Галімовське родовище вугілля
Галімовське родовище вугілля — родовище в Магаданській області Росії поблизу селища Омсукчан.

## Історія
Відкрите в 1940 році, розробляється c 1942 року, спочатку дрібними похилими шахтами, а з 1964 року — Омсукчанською шахтою. Геолого-розвідувальними роботами родовище повністю не оконтурене.

## Характеристика
Запаси вугілля 20 млн т; 18 пластів, з яких 8 мають робочу потужність.

## Стан на початок XXIст. Технологія розробки
Розробляються два пласти потужністю відповідно 2,7 та 7,8 м. На початку XXI ст. розвідані запаси для відкритого видобутку практично вичерпані.